# Чернильные орешки
Чернильные орешки — частный вид галлов, образуемых личинками ряда насекомых семейства орехотворок (Cynipidae) на молодых ветвях и листьях некоторых видов дуба (Quercus). Представляют собой пористые образования округлой или продолговатой формы в виде наростов диаметром 1,5—2 сантиметров и более. Чернильные орешки могут «гроздью» покрывать поражённые листья. Содержат дубящие вещества (до 70 % от сухой массы). По окраске могут быть зеленовато-желтоватые, желтовато-белые, желтоватые, часто с красным боком. Из-за своей формы и окраски в английском языке они получили название «дубовых яблок» (англ. Oak apple).

## Описание
Структура галла мягкая и рыхлая, внутреннее содержимое пористое. В самом центре галла находится небольшая камера диаметром до 5—7 мм, внутри которой происходит развитие личинки. Орехотворки при помощи яйцеклада откладывают  яйца по одному в мякоть листа. Это вызывает усиленный рост окружающих тканей, и в результате образуется галл. Из яйца выходит личинка, которая в конце концов превращается во взрослое насекомое. Имаго проделывает ход в мякоти галла и через него выходит наружу. В Европе основными первоисточниками чернильных орешков является обыкновенная дубовая орехотворка (Cynips quercusfolii) и Biorhiza pallida, а на территории Северной Америки — виды Amphibolips confluenta и Atrusca bella.
Чернильные орешки получили своё название потому, что в старину из них изготовляли чернила для письма. Чернильные орешки содержат много танинов, являющихся природными полифенолами (вещества, имеющие несколько групп –OH, соединённых с бензольным кольцом). С солями железа танины образуют комплекс, окрашенный в чёрный цвет, — на этом и было основано получение чернил. По способу приготовления данные чернила называли железистыми или железо-галловыми. Чернильные орешки были известны и использовались в производстве чернил по крайней мере со времён Римской империи. Долгое время, начиная со Средних веков, данные чернила были стандартны для применения в письме; наиболее распространены они были начиная с XVIII века вплоть до середины XX века в связи с постепенным увеличением грамотности. Для изготовления железистых чернил галлы настаивали в кислом растворе и добавляли железные опилки. Процесс длился до месяца. Для того, чтобы чернила «лучше ложились» на бумагу, в их состав вводили вишнёвую смолу — камедь. Получаемые таким образом чернила были вполне стойкими — мало выцветали на свету и были водостойкими. Несмотря на хорошую стойкость чернил к выцветанию и смывке, из-за наличия в составе активных веществ, они вызывают разрушение бумаги. На Руси переписчики рукописей также использовали «чернять дубом с железинью» — «железные» чернила, которые готовили из железного купороса путём добавления в него отвара из чернильных орешков с дубовых листьев.
Помимо этого, чернильные орешки использовались для дубления кожи и получения вяжущих лекарственных средств.
В Древнем Риме недобросовестные продавцы разбавляли медный купорос более дешёвым железным купоросом. Для того, чтобы обнаружить подделку, использовали чернильные орешки: чёрная окраска выдавала наличие железа в купоросе.
В наше время галлы используют для получения танина, применяемого в медицинских целях.

## Галерея
- Чернильные орешки на листьях дуба
- «Гроздь» чернильных орешков
- Продольный срез чернильного орешка. Видна личинка обыкновенной орехотворки дуболистной (Cynips quercusfolii)
- Обыкновенная дубовая орехотворка (Cynips quercusfolii) внутри чернильного орешка
- Имаго обыкновенной орехотворки дуболистной (Cynips quercusfolii)